# Heinrich Meidinger

Heinrich Meidinger

Heinrich Meidinger (* 29. Januar 1831 in Frankfurt am Main; † 11. Oktober 1905 in Karlsruhe) war ein deutscher Physiker.

## Leben
Sein Großvater war Johann Valentin Meidinger. Seine Eltern waren der Niederrader Pfarrer Johannes Meidinger (1799–1843) und Antionette (1807–1844), eine Tochter des niederländischen Hauptmanns Ludwig Buff.
Ab 1849 studierte er Naturwissenschaften in Gießen unter Leitung seines Onkels Heinrich Buff. Während seines Studiums wurde er im Wintersemester 1849/50 Mitglied der Burschenschaft Cattia Gießen. Nach seiner Promotion im Jahre 1853 machte er weiterführende Studien in Heidelberg, Paris und London. Nach seiner Habilitation im Jahr 1857 war er Privatdozent für Technologie in Heidelberg. Er war Mitglied der Gesellschaft Deutscher Naturforscher und Ärzte.
Um 1853 beschäftigte er sich mit Voltametrischen Messungen. 1858 erfand er eine galvanische Spannungsquelle, das Meidinger-Element, welches eine konstante Spannung lieferte, wie sie die Nachrichtenmittel im Telegrafen- und Eisenbahnverkehr benötigten. Als Verbesserung des Daniell-Elements hat es ein Vorratsgefäß mit Kupfersulfat-Kristallen, die für die Aufrechterhaltung der Konzentration der Kupfersulfatlösung sorgen.
1864/65 wurde er Vorsitzender der neugegründeten Großherzoglichen Landesgewerbehalle zu Karlsruhe beim badischen Handelsministerium. Ihre Aufgabe war die Verbreitung von Kenntnissen über Fortschritte in Naturwissenschaft und Technik durch Ausstellungen und durch Veröffentlichungen in der Badischen Gewerbezeitung, deren Schriftleiter er ab 1867 war.
1869 wurde er Professor der technischen Physik an der Technischen Hochschule in Karlsruhe. Ferner war er Sekretär des Naturwissenschaftlichen Vereins in Karlsruhe. 
In Karlsruhe sind eine Straße und die Heinrich-Meidinger-Schule nach ihm benannt.

## Meidinger-Ofen
Er arbeitete auf vielen Gebieten der Technik: der Galvanoplastik, elektrischen Kraftmaschinen, über Feuerung, Heizung und Beleuchtung, über Fabrikhygiene und Wohnungswesen und konstruierte 1869 den ersten Dauerbrandofen. Dieser erwies sich für die damalige Zeit als sehr praktisch und wurde auch außerhalb Deutschlands verwendet. 1872 wurde in Zusammenarbeit mit dem Wiener Unternehmer Hermann Heim eine Meidinger-Ofenfabrik gegründet, die ausschließlich von Meidinger dazu autorisiert war.
Nach dem Prinzip der Kältemischung konstruierte er um 1870 eine einfache Eismaschine für den Hausgebrauch. Im strengen Winter 1870/71 baute er für die Lazarethwäscherei in Grünwinkel einen Trockenturm. Die Meidinger-Scheibe ist eine Abdeckung über Schornsteinmündungen und soll den Zug verbessern.